# Ypthima akbar
Ypthima akbar är en fjärilsart som beskrevs av Talbot 1947. Ypthima akbar ingår i släktet Ypthima och familjen praktfjärilar. Inga underarter finns listade i Catalogue of Life.